# 舊斯托寧頓 (伊利諾伊州)
舊斯托寧頓（英語：Old Stonington）是位於美國伊利諾伊州克里斯蒂安縣的一個非建制地區。該地的面積和人口皆未知。

## 地理
舊斯托寧頓的座標為39°36′41″N 89°08′52″W / 39.61139°N 89.14778°W，而該地的平均海拔高度為286米（即610英尺）。